# 二見渚
二見 渚（ふたみ なぎさ）は日本の女性声優。主にアダルトアニメに声をあてている。

## 出演

### アダルトアニメ
時期不明
- Bible Black 外伝 Final Edition（桜屋敷瑞穂）

2002年
- バイブルブラック（高城寛子）
- バイブルブラック 外伝（高城寛子）

2003年
- 艶母（雨宮美沙子）

2004年
- 新・バイブルブラック（高城寛子）

2005年
- バイブルブラック・オンリー版（高城寛子）
- 東京鎮魂歌（久遠）

2007年
- 肉嫁 高柳家の人々（高柳みつ子）

### アダルトゲーム
2008年
- 肉嫁 高柳家の人々（高柳みつ子）